# Pilisszentiván
Pilisszentiván je vas na Madžarskem, ki upravno spada pod podregijo Pilisvörösvári  Županije Pešta.